# Pittosporum cacondense
Pittosporum cacondense är en tvåhjärtbladig växtart som beskrevs av Arthur Wallis Exell och Mendonca. Pittosporum cacondense ingår i släktet Pittosporum och familjen Pittosporaceae. Inga underarter finns listade.